# Germaine Kouméalo Anaté
Germaine Kouméalo Anaté est la première femme togolaise Professeure titulaire en Sciences de l’Information et de la Communication (Institut des sciences de l’information, de la communication et des arts) de l'université de Lomé. 

## Biographie
Enseignant-chercheur avec le grade de professeur titulaire des universités en sciences de l’information et de la communication. Elle dirige le centre d’études et de recherches sur les organisations, la communication et l’éducation (CEROCE) à l’université de Lomé. Elle est Officier de l’Ordre National du Mono, (République Togolaise) et Chevalier de l’Ordre National du Mérite (République Française), deux titres honorifiques obtenus en 2017.
Présidente de l’Association des écrivains du Togo (AET), elle est auteur de plusieurs ouvrages. Elle occupait le poste de directrice de cabinet du ministère de l’Enseignement supérieur et de la Recherche du Togo avant d’être promue ministre.

## Publications
- Souffle court, poésie, préface de Tanella Boni, Lomé, Graines de Pensées, 2012
- Le regard de la source, roman, Bordeaux, Ana Éditions, 2005[2]
- Frontières du jour, nouvelles, Bordeaux, Ana Éditions, 2004[3]
- L’écrit du silence, poésie, Marseille, Les Belles Pages, 2006

## Récompenses et distinctions
- Nommée pour le trophée Femme Leader 2012[4]